# Theodor Bekić
Teodor Bekić (20. ožujka 1858. – 16. veljače 1938.  ) bio je hrvatski podmaršal austro-ugarske vojske.

## Životopis
1. svibnja 1914. promaknut je u čin general-bojnika. Prilikom mobilizacije za rat sa Srbijom, postavljen je za zapovjednika hrvatske 104. pučko-ustaške brigade. U čin podmaršala bio je unaprijeđen 3. lipnja 1917., dok je bio zapovjednik 32. pješačke divizije. Potom je od prosinca 1917. do svibnja 1918. (s prekidima) bio zapovjednik 64. pješačke divizije. Bio je zapovjednik IV. zbora austro-ugarske vojske od veljače do ožujka 1918. Na tom položaju ga je naslijedio princ Aloys Fürst von Schönburg-Hartenstein.
Nakon uspostave Države SHS, 3. studenoga 1918. tražio je od Narodnog vijeća dopuštenje povratka u Hrvatsku iz Košica, gdje je bio zapovjednik 3. domobranskog okružja. Potom se stavio na raspolaganje Vojsci Narodnog vijeća SHS te je obučavao i ustrojavao postrojbe u BiH.